# Apomus castellanus
Apomus castellanus är en mångfotingart som beskrevs av Christoph D. Schubart 1954. Apomus castellanus ingår i släktet Apomus och familjen Cryptodesmidae. Inga underarter finns listade i Catalogue of Life.